# Dmisteinbergita
La dmisteinbergita és un mineral de la classe dels silicats, que pertany al grup del feldespat. Rep el nom en honor de Dmitrii Sergeevich Steinberg (8 de març de 1910 - 10 d'agost de 1992), destacat petròleg rus de l'Institut de Geologia i Geoquímica d'Iekaterinburg, Rússia.

## Característiques
La dmisteinbergita és un silicat de fórmula química Ca(Al₂Si₂O₈). Va ser aprovada com a espècie vàlida per l'Associació Mineralògica Internacional l'any 1989, i la primera publicació data del 1990. Cristal·litza en el sistema hexagonal. La seva duresa a l'escala de Mohs és 6. Topològicament similar a l'estructura de la minjiangita.
Segons la classificació de Nickel-Strunz, la dmisteinbergita pertany a «09.EG - Fil·losilicats amb xarxes dobles amb 6-enllaços més grans» juntament amb els següents minerals: cymrita, naujakasita, manganonaujakasita, kampfita, strätlingita, vertumnita, eggletonita, ganofil·lita, tamaïta, coombsita, zussmanita, franklinfil·lita, lennilenapeïta, parsettensita, estilpnomelana, latiumita, tuscanita, jagoïta, wickenburgita, hyttsjoïta, armbrusterita, britvinita i bannisterita.

## Formació i jaciments
Va ser descoberta a la mina de carbó núm. 45 de la localitat de Kopeisk, dins la conca de carbó de Txeliàbinsk, a l'óblast de Txeliàbinsk (Districte Federal dels Urals, Rússia). També ha estat descrita a la pedrera de gabre de Kurumazawa, a la prefectura de Gunma (Japó), i als meteorits Allende (Mèxic) i NWA 2086 (Àfrica). Aquests quatre indrets són els únics de tot el planeta on ha estat descrita aquesta espècie mineral.